# Atamon
Atamon är ett konserveringsmedel som kan användas i till exempel sylt. Det består av socker, natriumbensoat (E211) och bensoesyra (E210). Det lanserades 1938 av danska Tørsleffs och finns både i pulverform och flytande. På den blå etiketten fanns tidigare en asiatisk man i kockmössa.